# ワルシャート式弁装置

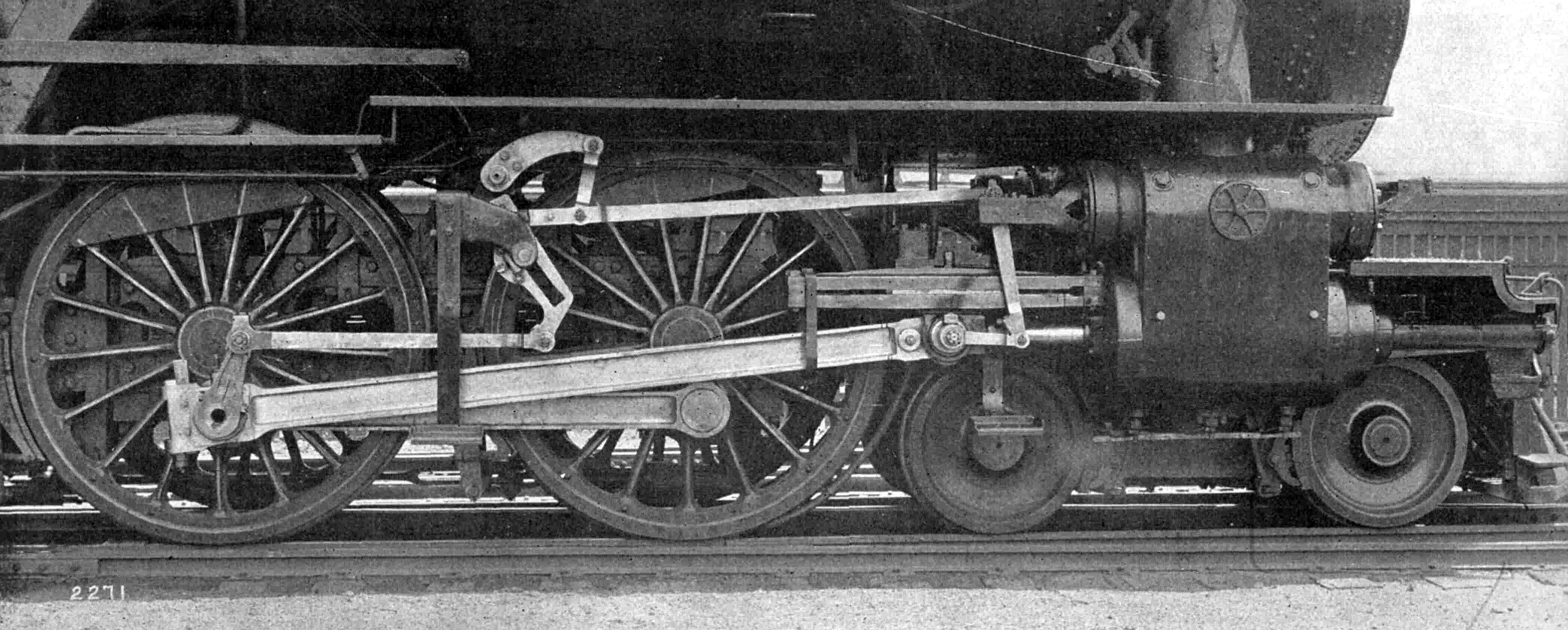
ワルシャート式の蒸気機関の写真

ワルシャート式弁装置（Walschearts valve gear）は蒸気機関車の駆動に用いられる弁装置の中で、もっとも一般的な機構の一つ。1844年にベルギーの鉄道技術者であった、ワルシャートによって発明された。ドイツでは1849年、ホイジンガーが独自に開発した弁装置としてホイジンガー式弁装置とも呼ばれる。

## 歴史
19世紀の蒸気機関車にはスチーブンソン式弁装置が一般的に使用されており、特許の関係もあってワルシャート式は当初あまり普及していなかった。最初に採用したのは連接式機関車だった。モアソンボギー式機関車は北米において最初にワルシャート式弁装置を採用した機関車となった。
英国における最初の実施は単式フェアリー式機関車で1878年パリで登場して、スウィンドンマルボロ&アンドーバー鉄道で1883年から働き始めた。当時、その機関車はとても小さく見えたので誰もその弁装置搭載機が石炭の大口需要家になるとは思わなかった。
20世紀に入ってからのワルシャート式弁装置は、最も近い競争相手であるベーカー式弁装置を圧倒してヨーロッパから北米にかけて大型機関車に最も多く使われる弁装置になった。